# Ропчиці
Ропчиці (або Ропчи́це, пол. Ropczyce) — місто в Південно-Східній Польщі.
Адміністративний центр Ропчицько-Сендзішовського повіту Підкарпатського воєводства.

## Демографія
Демографічна структура станом на 31 березня 2011 року:
|          | Загалом | Допрацездатний вік | Працездатний вік | Постпрацездатний вік |
| -------- | ------- | ------------------ | ---------------- | -------------------- |
| Чоловіки | 7631    | 1596               | 5416             | 619                  |
| Жінки    | 7925    | 1574               | 5022             | 1329                 |
| Разом    | 15556   | 3170               | 10438            | 1948                 |